# Parque Central Mazatlán
El Parque Central de Mazatlán (anteriormente bosque de la ciudad) es un Parque urbano ubicado en Mazatlán, Sinaloa, es considerado uno de los espacios naturales más grandes de la ciudad al tener una extensión de 32.54 hectáreas, se encuentra al sur-poniente de la ciudad, a un costado del malecón.

## Actividades
El parque funciona como un espacio recreativo, cultural y deportivo para la ciudad de Mazatlán, además de un atractivo turístico, a continuación se mencionan algunas de las actividades que se pueden realizar en el parque.
- Ciclovía y Senderos.
- Talleres educativos.
- Área de foodtruck.
- Muelle de kayaks.

## Vegetación y espacio natural

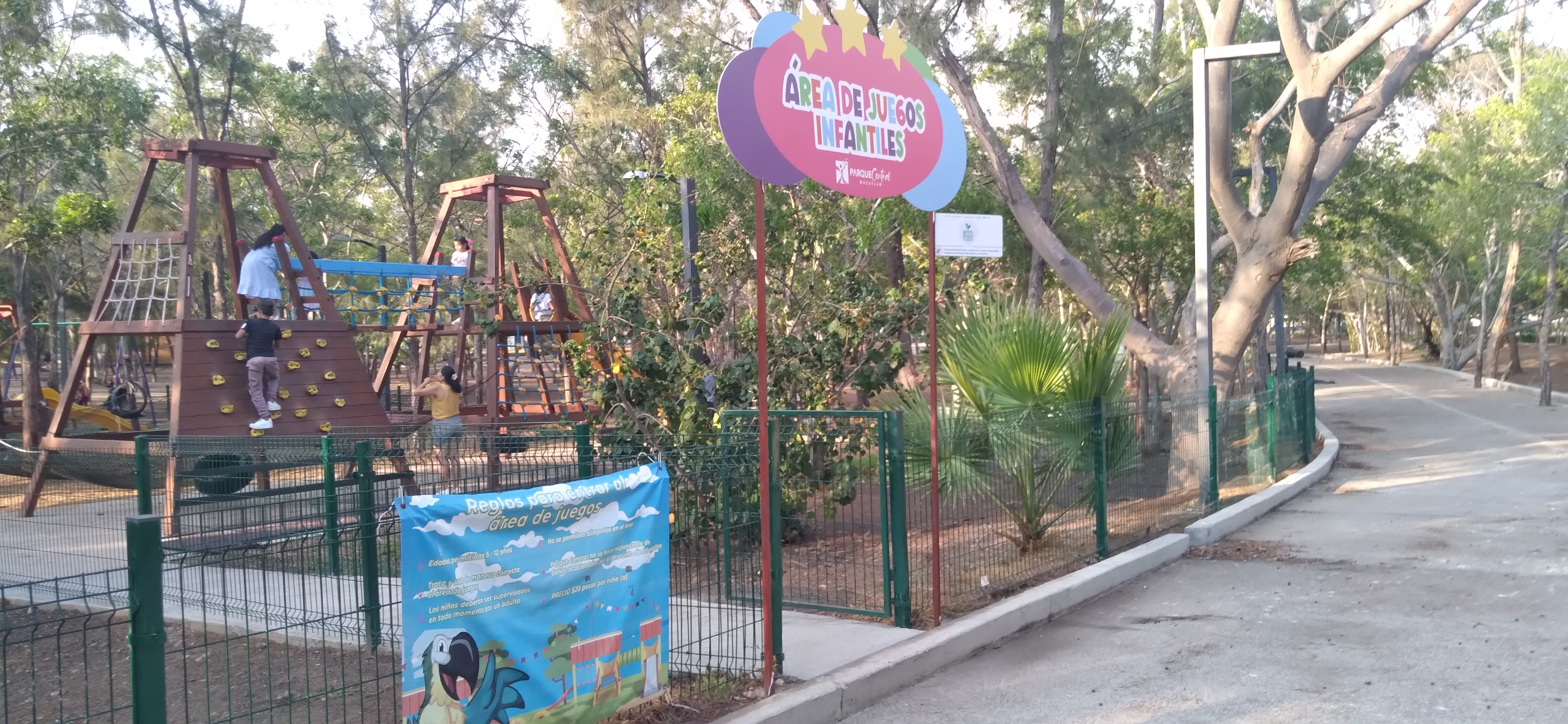
Zona de juegos infantil

El parque central de Mazatlán posee una Laguna natural llamada "laguna del Camarón'' con una extensión de 56 mil 399.96 m2 donde actualmente se esta reintegrando flora y fauna que se vio afectada en el pasado por el crecimiento de la zona, en esta misma se realizan múltiples actividades, también posee una segunda laguna mas pequeña de 11 mil 158.79 m2, ademas el parque posee 7 mil 280 árboles distribuidos en toda la extensión del mismo.

## Construcción e inversión
La construcción del parque central de Mazatlán fue promovida por el gobierno del estado de Sinaloa, tuvo un costo final de 208 millones 768 mil 436 Pesos, fue construido donde anteriormente se encontraba el bosque de la ciudad, también un parque urbano.

## Galería
|  |  |